# Klassifikation menschlicher Tumoren
Die moderne Medizin hat es geschafft, dass bösartigen Tumoren des Menschen in 50–58 % der Fälle fünf Jahre und in 38–47 % 10 Jahre überlebt werden, während früher die Krankheit „Krebs“ ein Todesurteil bedeutete. Dennoch sterben weiterhin etwa ein Drittel aller Menschen an einem Tumor. Die Fortschritte in der Tumorbehandlung beruhen wesentlich auf der Durchsetzung von Leitlinien, in denen das gegenwärtige Fachwissen über spezielle Tumoren zusammengefasst ist. Die Behandlung nach Leitlinien setzt aber eine exakte Klassifikation des Tumors voraus.
Die wichtigste Klassifikation ist die ICD-10, welche im Wesentlichen eine anatomische Unterteilung in Tumoren verschiedener Körperteile darstellt. Die nächstwichtigste Klassifikation ist der mikroskopische Feinbau, die Histologie. Diese ist in der ICD-H definiert. Vor einer Therapie muss ferner die Tumorausdehnung festgestellt werden, die nach dem TNM-Schema ausgedrückt wird. Zusätzlich gibt es für jede Tumorentität Kriterien, um den Grad der Bösartigkeit festzustellen. Im einfachsten Fall ist dieses das Grading, also der histologische Eindruck der Bösartigkeit. Für manche Tumoren gibt es spezielle genetische Veränderungen, welche die Bösartigkeit bestimmen. Bei Brustkrebs ist dieses zum Beispiel die Amplifikation von Her-2. Hinzu kommen spezielle Tumoreigenschaften, welche die Anwendung bestimmter Medikamente, so genannter Target-Therapien ermöglichen. Ein Beispiel wäre hier das EML4-ALK-Rearrangement beim nicht kleinzelligen Bronchialkarzinom.
Nicht jede Therapie kann bei jedem Menschen angewendet werden, weil die Widerstandskraft gegen Nebenwirkungen unterschiedlich ist. Da über die Hälfte der Tumorpatienten älter sind, sind Klassifikationen der individuellen Fitness, ein sogenanntes Alters-Assessment erforderlich. Manchmal sind es auch nur einzelne Organsysteme, die nicht mehr gut funktionieren, zum Beispiel die Leber, die Lunge oder die Nieren. Auch hier gibt es Klassifikationen, die sich in den Leitlinien wieder finden, um zu entscheiden, ob eine wirksame Tumortherapie von dem Patienten voraussichtlich toleriert wird.

## Klassifikation menschlicher Tumoren nach der ICD (International Classification of Diseases)
Die ICD ist eine international verbindliche, systematische Klassifikation aller Krankheiten des Menschen. Heute gilt die Version ICD-10, wobei die ICD-11 kurz vor der Einführung steht (geplant auf 1. Januar 2022). Die daraus hergeleiteten Kodes finden sich zum Beispiel auf Krankenhauseinweisungen, Verordnungen und Arztbriefen. Diese Kodes sind Grundlage nationaler und internationaler Tumorstatistiken. Sie sind notwendiger Parameter zur Berechnung der DRG, den Krankenhausabrechnungssystemen vieler Länder, darunter Deutschland (G-DRG), die Schweiz (SwissDRG) und Österreich (LKF-System).
Tumoren werden in der ICD-10 mehrheitlich über die Lokalisation klassifiziert. Ausnahmen bilden die Neubildungen des lymphatischen, blutbildenden und verwandten Gewebes. Die Endung .9 bezeichnet jeweils eine ungenaue Lokalisation; die genaue Lokalisation findet sich innerhalb der zweistelligen Gruppe im Systematischen Verzeichnis der ICD-10-WHO (2019).

Die grobe Einteilung von Neubildungen ist folgende:
- C00-C14: HNO-Tumoren
- C15-C26: Gastrointestinale Tumoren
- C30-C39: Tumoren der Atmungsorgane und der intrathorakalen Organe
- C40-C41: Knochen-Tumoren, Knorpel-Tumoren
- C43-C44: Haut-Tumoren
- C45-C49: Bindegewebs-Tumoren
- C50: Mamma-Tumoren
- C51-C58: Tumoren der weiblichen Genitalorgane
- C60-C63: Tumoren der männlichen Genitalorgane
- C64-C68: Tumoren der Harnorgane
- C69-C72: Tumoren von Auge und ZNS
- C73-C75: Tumoren der Endokrinen Organe
- C76-C80: CUP, Lymphknoten- und Organmetastasen
- C81-C96: bösartige Veränderungen lymphatischer und blutbildender Gewebe
- C97: Tumoren mehrerer Lokalisationen
- D00-D09: In-Situ-Neubildungen
- D10-D36: Gutartige Neubildungen
- D37-D48: Neubildungen mit unsicherem oder unbekanntem Verhalten

Anmerkungen: Zu den intrathorakalen Organen zählen Lunge, Luftröhre, Brustfell, Herz und der Raum zwischen den beiden Lungen (Mediastinum). ZNS ist das Zentralnervensystem, also Gehirn, Rückenmark, Gehirn- und Rückenmarkshäute.
CUP steht für "Cancer of Unknown Primary", also Tumoren, deren Entstehungsort unbekannt ist.
In situ bedeutet Neubildung ohne Invasion, d. h. eine noch ungefährliche Vorstufe von möglicherweise metastasierenden Tumoren.

### HNO-Tumoren
| Neubildungen der Lippe, der Mundhöhle und des Pharynx (HNO-Tumoren)                      | bösartig primär | bösartig sekundär | in situ | gutartig | Charakter unsicher oder unbekannt |
| ---------------------------------------------------------------------------------------- | --------------- | ----------------- | ------- | -------- | --------------------------------- |
| Lippe                                                                                    | C00.9           | C79.8             | D00.0   | D10.0    | D37.0                             |
| Zungengrund                                                                              | C01             | C79.8             | D00.0   | D10.1    | D37.0                             |
| Sonstige und nicht näher bezeichnete Teile der Zunge                                     | C02.9           | C79.8             | D00.0   | D10.1    | D37.0                             |
| Zahnfleisch                                                                              | C03.9           | C79.8             | D00.0   | D10.3    | D37.0                             |
| Mundboden                                                                                | C04.9           | C79.8             | D00.0   | D10.2    | D37.0                             |
| Gaumen                                                                                   | C05.9           | C79.8             | D00.0   | D10.3    | D37.0                             |
| sonstige und nicht näher bezeichneter Teile des Mundes                                   | C06.9           | C79.8             | D00.0   | D10.3    | D37.0                             |
| Parotis                                                                                  | C07             | C79.8             | D00.0   | D11.0    | D37.0                             |
| sonstige und nicht näher bezeichneter große Speicheldrüsen                               | C08.9           | C79.8             | D00.0   | D11.9    | D37.0                             |
| Tonsille                                                                                 | C09             | C79.8             | D00.0   | D10.-    | D37.0                             |
| Oropharynx (Mesopharynx-Tumoren)                                                         | C10.9           | C79.8             | D00.0   | D10.5    | D37.0                             |
| Nasopharynx (Epipharynx-Tumoren)                                                         | C11.9           | C79.8             | D00.0   | D10.6    | D37.0                             |
| Recessus piriformis                                                                      | C12             | C79.7             | D00.0   | D10.7    | D37.0                             |
| Hypopharynx                                                                              | C13.9           | C79.8             | D00.0   | D10.7    | D37.0                             |
| sonstige und ungenau bezeichnete Lokalisationen der Lippe, der Mundhöhle und des Pharynx | C14.9           | C79.8             | D00.0   | D10.9    | D37.0                             |

Anmerkungen:

Der Schlund wird Pharynx genannt. Er wird in 3 Etagen unterteilt: Epipharynx oder Nasopharynx, Mesopharynx oder Oropharynx und Hypopharynx. Der Recessus piriformis ist eine Aussackung zwischen Kehlkopf und Schlund, in der sehr häufig Tumoren entstehen.

### Tumoren der Verdauungsorgane
| Neubildungen der Verdauungsorgane                         | bösartig primär | bösartig sekundär | in situ | gutartig | Charakter unsicher oder unbekannt |
| --------------------------------------------------------- | --------------- | ----------------- | ------- | -------- | --------------------------------- |
| Ösophagus (Speiseröhre)                                   | C15.9           | C78.8             | D00.1   | D13.0    | D37.7                             |
| Magen                                                     | C16.9           | C78.8             | D00.2   | D13.1    | D37.1                             |
| Dünndarm                                                  | C17.9           | C78.4             | D01.4   | D13.-    | D37.2                             |
| Dickdarm                                                  | C18.9           | C78.5             | D01.0   | D12.-    | D37.3/4                           |
| Rektosigmoid, Übergang (Übergang Dickdarm-Enddarm)        | C19             | C78.5             | D01.1   | D12.7    | D37.5                             |
| Rektum (Enddarm)                                          | C20             | C78.5             | D01.2   | D12.8    | D37.5                             |
| Anus und Analkanal (After)                                | C21.-           | C78.5             | D01.3   | D12.9    | D37.7                             |
| Leber und intrahepatische Gallengänge                     | C22.9           | C78.7             | D01.5   | D13.4    | D37.6                             |
| Gallenblase                                               | C23             | C78.8             | D01.5   | D13.5    | D37.6                             |
| sonstige und nicht näher bezeichnete Teile der Gallenwege | C24.9           | C78.8             | D01.5   | D13.5    | D37.6                             |
| Pankreas (Bauchspeicheldrüse)                             | C25.9           | C78.8             | D01.7   | D13.6/7  | D37.7                             |
| sonstige und ungenau bezeichnete Verdauungsorgane         | C26.9           | C78.8             | D01.9   | D13.9    | D37.9                             |

### Tumoren der Atmungsorgane
| Neubildungen der Atmungsorgane und sonstiger intrathorakaler Organe                                   | bösartig primär | bösartig sekundär | in situ | gutartig | Charakter unsicher oder unbekannt |
| --- | --------------- | ----------------- | ------- | -------- | --------------------------------- |
| Nasenhöhle und Mittelohr                                                                              | C30.0/1         | C78.3             | D02.3   | D14.0    | D38.5                             |
| Nasennebenhöhlen                                                                                      | C31.9           | C78.3             | D02.3   | D14.0    | D38.5                             |
| Larynx (Kehlkopf)                                                                                     | C32.9           | C78.3             | D02.0   | D14.1    | D38.0                             |
| Trachea (Luftröhre)                                                                                   | C33             | C78.3             | D02.1   | D14.2    | D38.1                             |
| Bronchien und Lunge                                                                                   | C34.9           | C78.0             | D02.2   | D14.3    | D38.1                             |
| Thymus                                                                                                | C37             | C79.8             | D09.3   | D15.0    | D38.4                             |
| Herz, Mediastinums und Pleura                                                                         | C38.9           | C79.8 / C78.1/2   | -       | D15.-    | D48.7 / D38.3/2                   |
| sonstige und ungenau bezeichnete Lokalisationen des Atmungssystems und sonstige intrathorakale Organe | C39.9           | C78.3             | D02.4   | D14.4    | D38.6                             |

Anmerkungen:

Der Thymus ist ein immunologisches Organ im vorderen Brustkorb, in dem Abwehrzellen reifen. Das Mediastinum ist der Raum zwischen beiden Lungen. Die Pleura ist eine Zellschicht, die Lunge und Brustkorbinnenfläche auskleidet.

### Tumoren der weiblichen Genitalorgane
| Neubildungen der weiblichen Genitalorgane                    | bösartig primär | bösartig sekundär | in situ | gutartig | Charakter unsicher oder unbekannt |
| ------------------------------------------------------------ | --------------- | ----------------- | ------- | -------- | --------------------------------- |
| Vulva (Schamlippen)                                          | C51.9           | C79.8             | D07.1   | D28.0    | D39.7                             |
| Vagina (Scheide)                                             | C52             | C79.8             | D07.2   | D28.1    | D39.7                             |
| Cervix uteri (Muttermund)                                    | C53.9           | C79.8             | D06.-   | D26.0    | D39.0                             |
| Corpus uteri (Gebärmutterkörper)                             | C54.9           | C79.8             | D07.0/3 | D26.1    | D39.0                             |
| Uterus, Teil nicht näher bezeichnet (Gebärmutter)            | C55             | C79.8             | D07.3   | D26.9    | D39.0                             |
| Ovar (Eierstock)                                             | C56             | C79.6             | D07.3   | D27      | D39.1                             |
| sonstige und nicht näher bezeichnete weibliche Genitalorgane | C57.9           | C79.8             | D07.3   | D28.7/9  | D39.7/9                           |
| Plazenta (Mutterkuchen)                                      | C58             | C79.8             | D07.3   | D26.7    | D39.2                             |

### Tumoren der männlichen Genitalorgane
| Neubildungen der männlichen Genitalorgane                    | bösartig primär | bösartig sekundär | in situ | gutartig | Charakter unsicher oder unbekannt |
| ------------------------------------------------------------ | --------------- | ----------------- | ------- | -------- | --------------------------------- |
| Penis                                                        | C60.9           | C79.8             | D07.4   | D29.0    | D40.7                             |
| Prostata (Vorsteherdrüse)                                    | C61             | C79.8             | D07.5   | D29.1    | D40.0                             |
| Hoden                                                        | C62.9           | C79.8             | D07.6   | D29.2    | D40.1                             |
| sonstige und nicht näher bezeichnete männliche Genitalorgane | C63.9           | C79.8             | D07.6   | D29.7/9  | D40.7/9                           |

### Tumoren der Harnorgane
| Neubildungen der Harnorgane                     | bösartig primär | bösartig sekundär | in situ | gutartig | Charakter unsicher oder unbekannt |
| ----------------------------------------------- | --------------- | ----------------- | ------- | -------- | --------------------------------- |
| Niere, ausgenommen Nierenbecken                 | C64             | C79.0             | D09.1   | D30.0    | D41.0                             |
| Nierenbecken                                    | C65             | C79.0             | D09.1   | D30.1    | D41.1                             |
| Ureter (Harnleiter)                             | C66             | C79.1             | D09.1   | D30.2    | D41.2                             |
| Harnblase                                       | C67.9           | C79.1             | D09.0   | D30.3    | D41.4                             |
| sonstige und nicht näher bezeichnete Harnorgane | C68.9           | C79.1             | D09.1   | D30.9    | D41.9                             |

### Bösartige Veränderungen lymphatischer und blutbildender Gewebe
- C81: Hodgkin-Lymphom
- C82: Follikuläres Lymphom
- C83: Nicht follikuläres Lymphom
- C84: Reifzellige T/NK-Zell-Lymphome
- C85: Sonstige NHL
- C86: T/NK-Zell-Lymphome
- C88: Bösartige immunproliferative Erkrankungen
- C90: Multiples Myelom
- C91: Lymphatische Leukämie
- C92: Myeloische Leukämie
- C93: Monozytenleukämie
- C94: Sonstige Leukämien
- C95: Leukämie nicht näher bezeichneten Zelltyps
- C96: Sonstige bösartige Neubildungen des lymphatischen/blutbildenden Gewebes

Anmerkungen: Hodgkin-Lymphome sind spezielle bösartige Erkrankungen der Lymphknoten.
T/NK-Zellen sind spezielle weiße Blutkörperchen.
Multiples Myelome bestehen aus entarteten, antikörperbildenden Zellen.
Leukämien oder Blutkrebs liegen vor, wenn die weißen Blutkörperchen teilweise bösartig entartet sind.
Lymphatische Leukämien entstehen aus weißen Blutkörperchen, die auch in Lymphknoten an zu finden sind.
Myeloische Leukämien entstehen aus weißen Blutkörperchen des Knochenmarks.

## Klassifikation nach ICD-H (histologischer Tumortyp)
Während die ICD vorwiegend anatomische Einteilungen vornimmt, ist der histologische Feinbau in der ICD-H klassifiziert. Der histologische Tumortyp gibt einerseits Auskunft über die Herkunft der entarteten Tumorzellen (zum Beispiel Epithelzellen oder Bindegewebe), andererseits kann er den Grad der Bösartigkeit ausdrücken (zum Beispiel klarzelliges Endometrium-Karzinom). Der Code besteht aus 4 Ziffern einem Schrägstrich und einer weiteren Ziffer. Die letzte Ziffer hat folgende Bedeutung:
/0: benigne, gutartig
/1 fragliche Dignität, Borderline-Dignität, semimaligne, potentiell maligne
/2: Carcinoma in situ, intraepitheliale Neoplasie, nicht invasiver Tumor
/3: maligner Primärtumor, bösartig
/6: maligne Metastase, bösartiger Sekundärtumor
/9: bösartig, unbestimmt, ob Primärtumor oder Metastase
Wichtige Hauptgruppen sind:
801–804: epitheliale Neoplasien
805–808: Plattenepithel-Neoplasien
814–838: Adenome und Adenokarzinome
850–854: Duktale, lobuläre und medulläre Neoplasien
880: Weichteil-Neoplasien und Sarkome
819–824 Neoplasien der Knochen- und Knorpelgewebe

## TNM-Klassifikation
Das Tumorstadium, das heißt, die lokale, regionale und systemische Ausbreitung eines Tumors, wird durch die TNM-Klassifikation bestimmt. Dabei steht T für die lokale Tumorausbreitung, N für den regionalen Lymphknotenbefall und M für Fernmetastasen. Die Kriterien für die Einteilung sind bei jedem Tumor anders. Welche Lymphknotengruppen als regionale Lymphknotenmetastasen oder bereits als Fernmetastasen gelten, ist ebenfalls in den Katalogen beschrieben. Aus den Angaben ergibt sich eine große Zahl von Kombinationsmöglichkeiten, welche eine Auswertung erschweren. Deshalb hat die Union internationale contre le cancer (UICC) jeweils für jeden Tumortyp ein Stadium festgelegt, welches mit den römischen Ziffern I bis IV belegt wird. Unabhängig von Tumortyp bedeutet I ein Frühstadium, II ein lokal fortgeschrittenes Stadium, welches in der Regel noch operabel ist, III ein fortgeschrittenes, inoperables Stadium, welches häufig noch durch Strahlentherapie behandelbar ist. Das Stadium IV bedeutet in der Regel einen inoperablen, metastasierten Tumor, welcher nur noch durch medikamentöse Therapie oder rein palliativ behandelbar ist.
Das Tumorstadium kann durch ein Präfix ergänzt werden: dabei bedeutet c ein klinisches Stadium (zum Beispiel cT3 cN1 M0). In diesem Fall sind die Tumorgröße und der Lymphknotenbefall nur durch äußere Untersuchung oder Bilddiagnostik festgestellt worden und nicht durch eine Operation histologisch gesichert. P bedeutet ein postoperatives Stadium mit gesicherter Histologie (zum Beispiel pT2 pN0 M0). R bedeutet ein Rezidiv, also ein Wiederauftreten des Tumors nach Primärtherapie. Ein Tumor, bei dem zwei Jahre nach Erstbehandlung ein Rezidiv operiert wurde, hat zum Beispiel das Stadium rpT3 rpN1 M0.
Das Tumorstadium kann weiterhin durch Suffixe ergänzt werden. Diese definieren in der Regel eine Feinunterteilung des jeweiligen Stadiums.

## Molekularbiologische Klassifikation
In den letzten Jahren konnten eine Reihe von Eigenschaften erforscht werden, die weder klinisch noch mikroskopisch erkennbar sind. Diese molekularbiologischen Eigenschaften können das Verhalten des Tumors mit und ohne Therapie beeinflussen. Bei vielen Tumoren entscheiden molekularbiologische Eigenschaften über den Einsatz spezieller Therapien.

### Endokrine Klassifikation
Für die endokrine Klassifikation von Brustkrebs sind Östrogen- und Progesteronrezeptoren von herausragender Bedeutung. Die Einführung der Therapie mit Tamoxifen bei Östrogenrezeptor-positiven Mammakarzinomen bedeutete einen Durchbruch bei der Behandlung primärer und metastasierter Tumoren. Die Bestimmung des Rezeptorgehaltes erfolgt heute an Gewebestanzen durch Immunhistochemie und wird nach dem immunreaktiven Score (IRS) quantifiziert. Androgen-Rezeptoren sind für die Behandlung des Prostatakarzinoms besonders wichtig.

### Targets
Das englische Wort Target bedeutet Ziel oder Zielscheibe. Es kennzeichnet einen Paradigmenwechsel in der Behandlung von Tumoren. Während die klassische Chemotherapie alle Zellsysteme im Prinzip gleichartig schädigt, wird mit einer Target-Therapie eine spezielle Tumoreigenschaft, zum Beispiel ein Onkogen, angegriffen. Ein Beispiel ist HER2/neu, ein epithelialer Wachstumsfaktor, der insbesondere beim Brustkrebs vorkommt. Tumoren, die HER2neu amplifizieren, wachsen besonders schnell und bösartig. Durch das Medikament Trastuzumab kann HER2/neu blockiert werden und in Kombination mit Chemotherapie die Heilungschance der Patientinnen verbessert werden. HER2neu kann immunhistochemisch nachgewiesen werden. Das Ergebnis wird in -, +, ++ und +++ angegeben. Nur dreifach positive Ergebnisse werden für die Therapieentscheidung herangezogen.

### Immunmodulatorische Klassifikation
Die körpereigene Immunabwehr spielt eine bedeutende Rolle bei der Zerstörung einzelner neu entstandener Tumorzellen und der Verzögerung einer Tumorausbreitung. Spezielle Immunzellen, so genannte Killerzellen, sind in der Lage andere Zellen zu zerstören. Damit die Killerzellen nicht körpereigene, gesunde Zellen zerstören, gibt es an der Zelloberfläche gesunder Zellen Markierungen, gewissermaßen eine Freund-Feind-Erkennung, sogenannte Checkpoints. Manche Tumorzellen nutzen diese Marker, um dem Angriff der Killerzellen zu entgehen. Neue Tumormedikamente, sogenannte Immuncheckpoint-Inhibitoren, blockieren diesen Angriffsschutz der Tumorzellen, und ermöglichen es der körpereigenen Abwehr so, den Tumor zu bekämpfen. Therapeutisch genutzt werden zurzeit PD-1 und CTLA-4. Bei manchen Lungentumoren ist eine Therapie mit einem Checkpoint-Inhibitor einer Chemotherapie gleichwertig oder überlegen. Die Wirksamkeit von PD-1-Inhibitoren ist vor allem dann gegeben, wenn an der Oberfläche der Tumorzellen viel PD-L1 (Bindungsstelle für PD-1) vorhanden ist.

### Genetische Klassifikation
Tumorzellen zeichnen sich dadurch aus, dass im Zellkern massive Veränderungen vorliegen. Die Veränderung kann in der Mutation einzelner Gene, in dem Verlust von Chromosomenabschnitten oder in der Veränderung der Chromosomenzahl bestehen. Bei Mammakarzinomen, Bronchialkarzinomen, Leukämien und Lymphomen muss eine immer größere Zahl von Mutationen untersucht werden, um eine optimale Therapieentscheidung treffen zu können. Wenn zum Beispiel Chromosomenabschnitte zufällig ausgetauscht werden, so kann eine Daueraktivierung einer Tyrosinkinase einen permanenten Wachstums- und Teilungsimpuls auslösen. EML4-ALK entsteht durch eine Inversion eines Abschnitts des Chromosoms 2p. Dadurch wird das EML4-Gen mit dem ALK-Gen fusioniert und maximal aktiviert. Mit dem ALK-Inhibitor Crizotinib lassen sich nicht kleinzellige Bronchialkarzinome, die dieses Merkmal tragen, erfolgreich behandeln.
Ein weiteres Beispiel ist das Philadelphia-Chromosom. Es entsteht durch eine Translokation zwischen den Chromosomen 9 und 22, wodurch ein verkürztes Chromosom 22 entsteht. Bei akuten lymphatischen Leukämien (AML) wird die Bestimmung des Philadelphia-Chromosoms regelhaft durchgeführt. Durch die fehlerhafte Chromosomenfusion wird ein BCR-ABL-Fusion-Protein erzeugt. Dieses ist eine sehr aktive Tyrosinkinase, welche die Zellproliferation steigert und das Zellüberleben verlängert. Dadurch wird die Zahl weißer, leukämischer Blutkörperchen mit dieser Mutation enorm gesteigert.
Beim Brustkrebs kann zur Bestimmung der Bösartigkeit ein 21-gene Oncotype DX durchgeführt werden. Bei diesem Test werden 21 Tumorgene, bei denen ein Einfluss auf die Prognose nachgewiesen wurde, bestimmt und daraus einen Score berechnet. Zusammen mit klinischen Daten lässt sich die Prognose genauer bestimmen als es bisher möglich war.

## Patientenfaktoren

### Allgemeine Performance
Der Allgemeinzustand eines Tumorpatienten beeinflusst in hohem Maße seine Lebenserwartung und die Möglichkeit, aggressive Therapien durchführen zu können. Die wichtigsten Klassifikationen sind der Karnofsky-Index und die ECOG-Klassifikation. Die Pflegebedürftigkeit lässt sich mit dem Barthel-Index qualifizieren.

### Organversagen
Bei schlechtem Allgemeinzustand ist es wichtig zu kennzeichnen, welches Organsystem beeinträchtigt ist. Für die Herzinsuffizienz wird am häufigsten die New York Heart Association Functional Classification (NYHA) verwendet. Für die Leberfunktion kann das Organversagen nach CHILD-Pugh quantifiziert werden. Für verschiedene Laborwerte gibt es gebräuchliche Angaben über den Schweregrad der Abweichung. In Leitlinien werden diese häufig verwendet, um über die Fortsetzung oder den Abbruch einer Therapie zu entscheiden.

### Alters-Assessment
Ein erheblicher Prozentsatz der Tumorpatienten befindet sich in fortgeschrittenem Alter. Viele Therapiestudien in der Vergangenheit haben ältere Patienten von der Teilnahme ausgeschlossen. Neuere Studien haben ergeben, dass sehr fitte ältere Patienten von einer Therapie profitieren können, während ältere Patienten mit schlechtem Allgemeinzustand durch die gleiche Therapie kürzer überleben. Inzwischen gibt es eine Reihe von Klassifikationen, um die Fitness älterer Patienten zu quantifizieren. Bei dem "G-8 Geriatric Screening Tool" werden sieben Fragen und das Alter zur Beurteilung der Gebrechlichkeit herangezogen.
Beim TGUGT (Timed Get Up and Go Test) wird die Zeit bestimmt, die ein Patient braucht, um vom Stuhl aufzustehen, drei Meter zu gehen und sich wieder zu setzen, ohne die Wand zu berühren. Eine allgemeine Einigung auf einen Standard gibt es bisher nicht.

### Behinderung
Behinderungen können die Durchführung von Tumortherapien erschweren. Es gibt eine international anerkannte Klassifikation von Behinderungen, die in der klinischen Praxis leider wenig angewendet wird: Die Internationale Klassifikation der Funktionsfähigkeit, Behinderung und Gesundheit (ICF).